# Hans Ney
Hans Ney (* 10. Februar 1924 in Nauen, Havelland; † 12. Juni 2016) war Fregattenkapitän der Bundesmarine a. D., Heimatforscher im Nordseebad Hooksiel und Autor. 

## Werdegang
Hans Ney diente von 1961 bis 1982 bei der Bundesmarine in Wilhelmshaven, zuletzt als Fregattenkapitän.
Ab 1975 lebte Ney in Hooksiel, wo er sich für den Ausbau des historischen Hafens einsetzte und die Geschichte des Sielortes erforschte. Zu seinen Projekten zählten 1985 die Einrichtung der Mühlengedenkstätte und 1986 die Organisation der 440-Jahr-Feier Hooksiels.
Ney veröffentlichte eine Reihe von heimatkundlich-historischen Büchern und Schriften. Er verfasste auch Beiträge zu den archäologischen Funden innerhalb der Gemarkungen Hooksiels und des Wangerlandes. Zu diesen Funden und zur Ortsgeschichte veranstaltete Ney regelmäßig Ausstellungen und Vortragsreihen. Zuletzt organisierte er 2007 die Ausstellungen „Schwimmbagger und Zwiebelturm“, „Nassbagger im Einsatz an der Küste“ sowie „Alt-Hooksiel“.
Für sein Engagement in der Heimatforschung und für die Dorfgemeinschaft verlieh ihm der Niedersächsische Minister für Wissenschaft und Kultur Lutz Stratmann 2005 das Verdienstkreuz am Bande des Niedersächsischen Verdienstordens.

## Publikationen

### Bücher
- 440 Jahre Hooksiel. Ein Rückblick. Eigenverlag H. Ney, Hooksiel 1986.
- Geschichten am Hookstief. Bilder eines Sielhafenortes und seiner Umgebung. Verlag C. L. Mettcker & Söhne Jever, 1992, ISBN 3-87542-012-8.
- 450 Jahre Hooksiel. Bilder eines Sielortes. Brune Druck- und Verlags-GmbH, Wilhelmshaven 1996, ISBN 3-930510-62-6.
- Verwitterte Zeitzeugen. Pakenser Grabstelen erzählen Ortsgeschichte. Ev.-Luth. Kirchengemeinde Pakens/Hooksiel (Hrsg.), Wangerland 1997.

### Aufsätze
Hans Ney veröffentlichte unter anderem Beiträge in der Zeitschrift Deutsche Schifffahrt:
- Gekapert in der Nordsee – Ostfriesische Seeleute als Gefangene nordafrikanischer Piraten. (1/90)
- 12 Tage im Mast – Bericht eines Hooksieler Matrosen über seine Rettung aus Seenot im Jahre 1864. (2/88)
- Abreise verzögert … Vor 170 Jahren: Hooksieler Küstenschiffahrt in Sturm und Eis. (2/87)
- Krankenbehandlung auf Wal- und Robbenfängern im 19. Jahrhundert. (1/91)
- Vom Mudderboot zur hydraulischen Egge. (1/86)
- Das Mudderboot in Hooksiel. (1/85)